# Francisco Trénor Palavicino

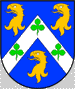
Escudo de la familia Trénor

Francisco Trénor Palavicino, conde de Trénor (Valencia, 23 de junio de 1873 - 17 de febrero de 1935) fue un abogado, aristócrata y político español. Diputado a Cortes durante la Restauración borbónica, fue también senador por la provincia de Valencia.

## Biografía
Era hijo de Tomás Trénor y Bucelli, y heredó el título de conde en 1911. También fue hermano del escritor Leopoldo Trénor Palavicino y del político Tomás Trénor Palavicino. Se licenció en Derecho y militó en el Partido Conservador, por el que fue elegido diputado en las Elecciones generales de 1910 por el distrito de Sagunto, en sustitución de Ramón de Castro Artacho. También fue nombrado senador por la provincia de Valencia y diputado provincial entre 1918 y 1919. Fue gentilhombre de cámara de Su Majestad y Gran cruz de la Orden de Isabel la Católica.